# Podul Traian din Arad
Podul Traian este un pod din municipiul Arad, care transversează râul Mureș și asigură legătura atât pentru trafic rutier cât și pentru tramvaie între Calea Timișoarei, cartierul Aradul Nou și Calea Romanilor, zona Boul Roșu.
La prima vedere, par trei poduri suspendate unul după celălalt. Este doar o impresie, datorată formelor curbe ale unui sistem clasic de grinzi cu zăbrele cu articulații de tip Gerber. Podul are trei deschideri: cea centrală de 85,30m și două marginale egale de 50,05 m. Lungimea totală a podului de 185,10 m acoperă distanța dintre digurile ce mărginesc albia râului Mureș. Tablierele cu console acoperă deschiderile marginale ale podului și au console de 20,00 m lungime, în deschiderea centrală. Lățimea părții carosabile, compusă din două benzi de circulație, câte una pe fiecare sens, este de 8,05 m. Lățimea podului (interax grinzi principale) este de 9,8 m. Pe latura exterioară a grinzilor principale, sunt suspendate trotuare cu o lățime circulabilă de 1,5 m fiecare.
Planul acestui pod a fost conceput de inginerul Robert Toth din Reșița și a fost construit în perioada 1910-1913 (tablierele fiind uzinate la Reșița în cadrul Fabricii de Poduri - Kaiserliche und Königliche Privilegierte Österreichische Staatseisenbahngesellschafft - St.E.G. între anii 1910-1912) și constituie o lucrare de referință pentru perioada în care s-a executat, iar actualmente făcând parte din patrimoniul arhitectural al orașului, constituindu-se ca un simbol al acestuia.

## Reabilitarea podului la 100 de ani de la construire
La 25 iunie 2010 Podul Traian a fost închis complet circulației rutiere, pietonale și tramvaielor deoarece prezenta degradări importante provocate de coroziune și oboseala materialului, ce se manifestă prin fisuri în structura metalică. Infrastructura prezenta fisuri și crăpături în structura de beton și trebuia examinată în profunzime și asigurată împotriva lăsărilor.
Lucrările incluse în proiect constau în reabilitarea întregii suprastructuri metalice, refacerea ornamentelor de pe portal, a stâlpilor și corpurilor de iluminat și reabilitarea căii de rulare pentru autovehicule și a liniilor de tramvai.
Lucrările au fost finalizate pe etape, la 23 decembrie 2011 s-a reluat circulația autovehiculelor iar  la 24 martie 2012 s-a reluat și circulația tramvaielor.